# Бледіан Краснічі
Бледіан Красні́чі (алб. Bledian Krasniqi, нар. 17 червня 2001, Цюрих, Швейцарія) — швейцарський футболіст косовського походження, півзахисник клубу «Цюрих».

## Ігрова кар'єра

### Клубна
Бледіан Краснічі народився в місті Цюрих у родині косовських переселенців. Займатися футболом почав в академії місцевого клубу «Цюрих». Дебют футболіста на дорослому рівні відбувся в листопаді 2018 року в матчі групового раунду Ліги Європи проти кіпрського АЕКа.
Того сезону Краснічі провів ще дві гри в Лізі Європи. А влітку 2019 року відправився в оренду до клубу Челлендж-ліги «Віль». У 2021 році Краснічі повернувся до «Цюриха». У сезоні 2021/22 виграв з клубом чемпіонат країни.

### Збірна
З 2016 року Бледіан Краснічі пройшов всі вікові категорії юнацьких збірних Швейцарії.
У вересні 2021 року Краснічі дебютував у складі молодіжної збірної Швейцарії.

## Титули
Цюрих
 Чемпіон Швейцарії: 2021/22